# Typhlops tenuicollis
Typhlops tenuicollis este o specie de șerpi din genul Typhlops, familia Typhlopidae, descrisă de Peters 1864. Conform Catalogue of Life specia Typhlops tenuicollis nu are subspecii cunoscute.